# Cameroon GCE Board
 (juin 2025).
Si vous disposez d'ouvrages ou d'articles de référence ou si vous connaissez des sites web de qualité traitant du thème abordé ici, merci de compléter l'article en donnant les références utiles à sa vérifiabilité et en les liant à la section « Notes et références ».
Le Cameroon General certificate of Education (GCE) Board (que l'on peut traduire par « Conseil du certificat général d'éducation du Cameroun ») est l'organisme officiel chargé d'organiser les examens de fin d'année pour les candidats qui passent les GCE O et A level. Le bureau principal est situé à Buéa, dans la région du Sud-Ouest du Cameroun, et le registraire actuel est Dang Akuh Dominic. Le Cameroon GCE board a été créé en 1993 en tant qu'organisme d'examen public supervisé par le ministère camerounais de l'enseignement secondaire à Yaoundé.
Les examens suivants sont organisés par le GCE Board à partir du 4 mars 2019 :
- l'examen du certificat général d'éducation, niveau ordinaire ;
- l'examen du certificat général d'éducation, niveau avancé ;
- l'examen d'enseignement technique et professionnel de niveau intermédiaire ;
- l'examen d'enseignement technique et professionnel avancé, et l'examen de certificat professionnel.

## Résumé
Le General Certificate of Education est un système d'enseignement purement britannique qui a été introduit dans les régions anglophones du Cameroun, pendant la colonisation.
Au Cameroun, l'examen du GCE Ordinary Level est un programme d'études de 3 ans allant de la Form 3 à la Form 5 (années 9 à 11). Il est généralement passé en Form 5 (année 11) dans les écoles secondaires, tandis que les examens du GCE Advanced Level sont passés en Upper Sixth (année 13) dans les écoles secondaires.

### Création
Par un décret présidentiel de mars 1997, le GCE Board a été autorisé à organiser le Baccalauréat Technique et les examens connexes en anglais pour les candidats anglophones. Bien que les noms de ces examens soient en français, les questions étaient en anglais et les candidats y répondaient en anglais, qui était leur langue d'enseignement.

### Président
Le nouveau président du GCE Board, le professeur Ivo Leke Tambo, est l'ancien secrétaire général du ministère de l'éducation de base. Il avait auparavant occupé les mêmes fonctions au ministère de l'enseignement secondaire. Il a succédé à l'ancien ministre chargé des missions spéciales à la présidence, le professeur Peter Alange ABETY.

### Registraire
Le greffier actuel est Dang Akuh Dominic, qui a succédé à Monono Ekema Humprey le 31 janvier 2018.

### Superviseur
Il est supervisé par Nalova Lyonga, actuelle ministre de l'enseignement secondaire au Cameroun.

### Statistiques
En 2018, les statistiques du GCE Board ont montré qu'il y avait 67,4 % de réussite au GCE Advanced Level contre 35 % en 2017. Au GCE Ordinary Level, 50 % de réussite contre 25,29 % en 2017.
En 2020, les statistiques du GCE Board montrent qu'au GCE Ordinary Level, les résultats ont connu une amélioration, passant de 62,15 à 64,04 %, tandis qu'au GCE Advanced Level, le résultat a toutefois chuté de 74,24 % en 2019 à 64,4 % en 2020.

### Bureaux
Le siège social est situé dans la rue Molyko, à 3,0 km du parc automobile Mile 17, en face de la police Molyko, à Buea.
Le bureau régional est situé à Bamenda, dans la région du Nord-Ouest, au Cameroun.

### Chairman
The new GCE Board chairman, Prof. Ivo Leke Tambo  is the former Secretary-General at the Ministry of Basic Education. He had earlier served at the Ministry of Secondary Education in the same capacity. He took up the position from the Former Minister for Special Duties at the Presidency, Prof Peter Alange ABETY.
This chairmanship position was created by decree No. 93/172 of 1st July 1993 after a tug-of-war with the Ministry of National Education over the marking of the GCE scripts that year.

## Organigramme

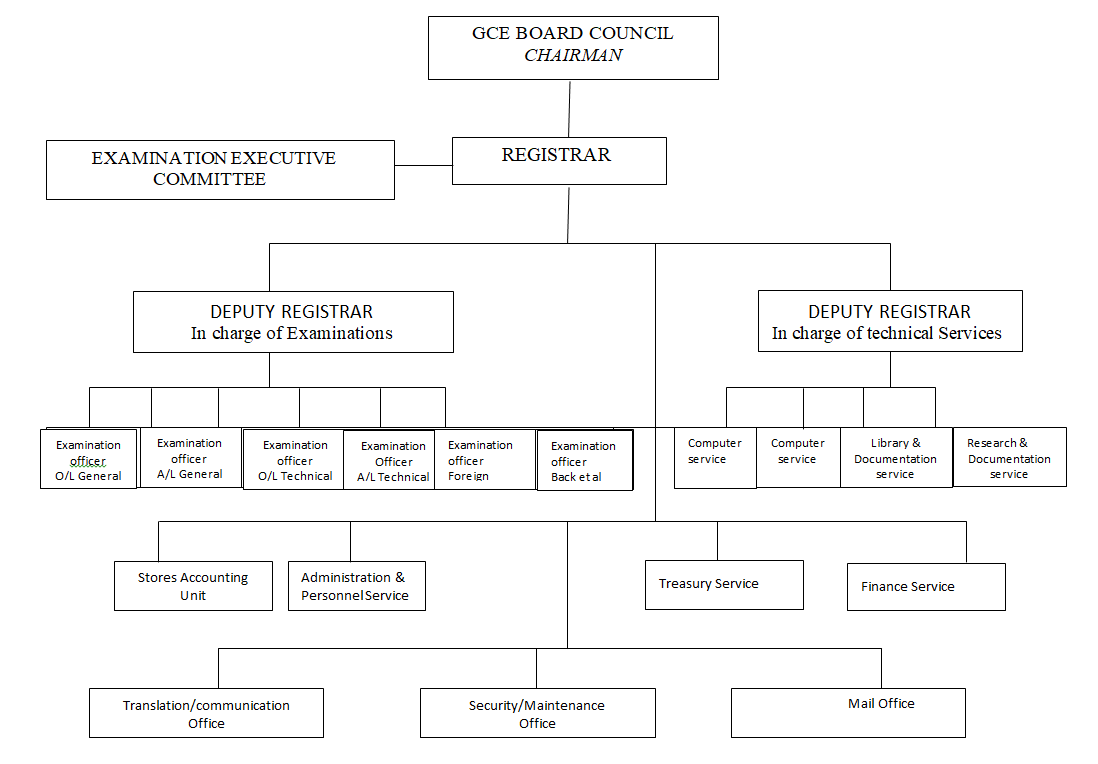
Organigramme du Cameroon GCE Board.

Décret 2019/100 du 4 mars 2019 modifiant et complétant certaines dispositions du décret 2018/614 du 22 octobre 2018 portant réorganisation du conseil du General Certificate of Education (GCE).
Ils ont maintenant été remplacés par les examens suivants :
- Enseignement technique et professionnel intermédiaire (ITC) ;
- Enseignement technique et professionnel supérieur (ATC) ;
- Examen de certification professionnelle (APC).

Le GCE ITC et ATC sont écrits pour la première fois et sont venus remplacer respectivement le CAP/OL Technique et le BACC/AL Technique.

### Gestion de la Commission
1. Le Conseil d'administration
2. Le greffier

Le registraire est le chef de la direction de la Commission. À ce titre, il représente le Conseil pour toutes les questions académiques. Il est également le président du Comité exécutif des examens (EEC).
Le EEC est responsable de toutes les questions académiques du Conseil. Il est également responsable de l'organisation, du contrôle de la qualité et du développement des examens du Conseil.

## Système de notation
Des notes sous forme de lettres sont utilisées. Voici le système de notation utilisé par le Cameroon GCE board pour les examens qu'il administre :
- Échelle de notation du GCE O Level : A, B, C, O et U

Les lettres A, B et C représentent une note de passage, la note A étant la plus élevée et la note C la plus basse, et U (non classé) représentant un échec. Les notes inférieures à C ne sont pas indiquées sur le certificat.
- Échelle de notation du GCE A Level : A, B, C, D, E, O, ou F

### Notation générale du niveau ordinaire
Le niveau est indiqué par les notes de A à E, la note A étant la plus élevée et la note E la plus basse. Un candidat ayant obtenu les notes A, B ou C a atteint le niveau de réussite dans une matière au niveau ordinaire. Les notes D et E indiquent un niveau inférieur, ne représentant pas une réussite. La note E est le niveau le plus bas jugé par le Conseil comme étant suffisant pour être enregistré. Les performances inférieures à la norme du grade E ne sont pas classées et ne sont pas indiquées sur le certificat.

### Notation générale du niveau avancé
Le niveau est indiqué par les notes de A à E, la note A étant la plus élevée et la note E la plus basse. Un candidat ayant obtenu les notes A, B, C, D ou E a atteint la norme de réussite dans une matière au niveau avancé. Les notes F indiquent un niveau inférieur de réussite, ne représentant pas un succès. La note F est le niveau de performance le plus bas jugé par le jury comme étant d'un niveau suffisant pour être enregistré. Les performances inférieures à la note F ne sont pas classées et ne sont pas indiquées sur le certificat.

## Horaire
La décision n° 787/19 du MINESEC/SEESEN/ SG/DECC/SDOEC du 28 octobre 2019 signée par le ministre de l'enseignement secondaire, Nalova Lyonga, fixe les calendriers des examens officiels ou de fin de cycle, les moments où ils seront rédigés, notés et délibérés ainsi que les délais de publication des résultats.